# Pyrestes rectipes
Pyrestes rectipes är en skalbaggsart som beskrevs av Holzschuh 2005. Pyrestes rectipes ingår i släktet Pyrestes och familjen långhorningar. Inga underarter finns listade i Catalogue of Life.